# Albin Planinc

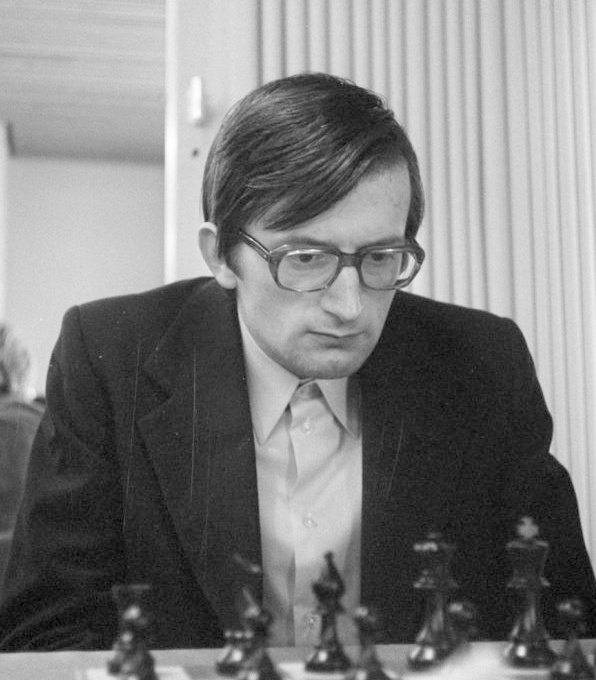
Albin Planinc, 1974

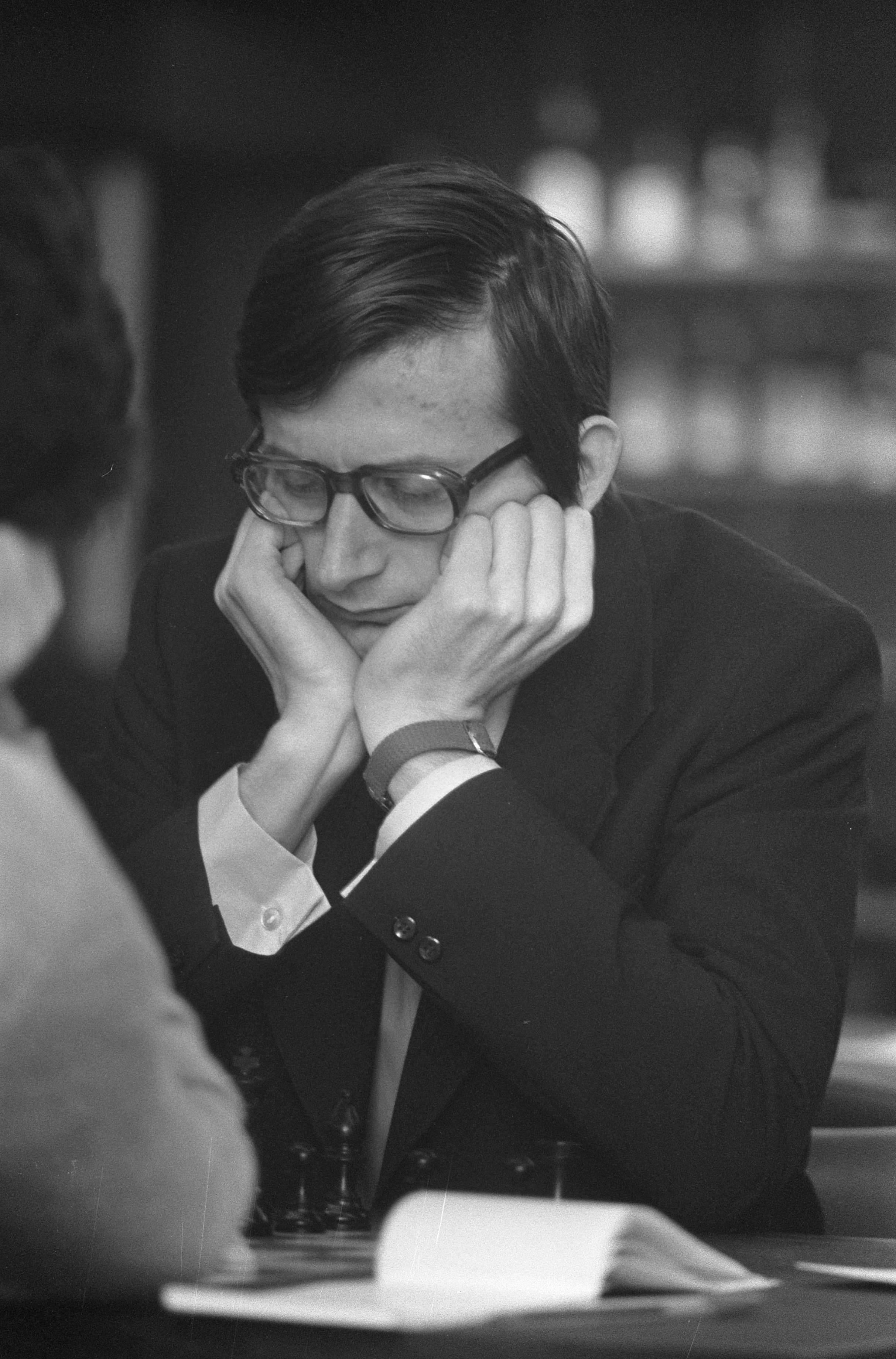
Albin Planinc, 1974

Albin Planinc, later Albin Planinec, (Briše, 18 april 1944 – Ljubljana, 20 december 2008) was een Sloveens schaakgrootmeester.
Planinc won het Sloveens jeugdkampioenschap in 1962 en won ook het algemeen Sloveens schaakkampioenschap in 1968 en 1971. Zijn grootste overwinning was op het eerste "Vidmarmemorial" in Ljubljana in 1969. Hij speelde gelijk voor de 2de-4de plaats in Čačak in 1969, won in Varna in 1970, deelde de eerste plaats in Čačak in 1970, behaalde de 9de plaats in Vrsac ("Kostićmemorial", Henrique Mecking won), speelde gelijk voor de 2de-3de plaats in Skopje in 1971, deelde de 1ste plaats met Tigran L. Petrosjan in Amsterdam in 1973, speelde gelijk voor de 3de-5de plaats in Wijk aan Zee in 1974 (Hoogovenstoernooi, Walter Browne won), behaalde de 6de plaats in Hastings in  1974/75 ("Hastings International Chess Congress", Vlastimil Hort won), speelde gelijk voor de 2de-3de plaats in Štip in 1978 en behaalde de 12de plaats in Polanica Zdrój in 1979 (17de Rubinsteinmemorial). 
Hij verwierf de titel van grootmeester in 1972. Planinc speelde in 1974 in Nice op de 21ste schaakolympiade voor Joegoslavië en won er met de ploeg zilver.
In 1993 veranderde hij zijn achternaam in Planinec.
Planinc, die tientallen jaren leed aan ernstige depressies en melancholie, werd noodgedwongen schaaktrainer (hij vergat volkomen om zijn salaris op te vragen gedurende deze periode) maar slaagde er niet in zijn negatieve gedachten de baas te worden: de laatste jaren van zijn leven bracht hij door in een psychiatrische kliniek in Ljubljana. 